# Fundació Esportiva Figueres
La Fundació Esportiva Figueres es una fundación deportiva española, de la ciudad de Figueras (Gerona), fundada en 1996. Vinculada a la Unió Esportiva Figueres, su actividad se centra en el fútbol formativo. Actualmente cuenta con varios equipos hasta categoría benjamín. También tuvo un equipo sénior amateur, disuelto en 2008, que militó en categoría nacional de la liga española durante tres temporadas.

## Historia
El origen de la entidad se remonta a 1996. Albert Valentín, secretario técnico de la Unió Esportiva Figueres —por entonces constituida como Sociedad Anónima Deportiva— convenció a los consejeros para crear una entidad con personalidad jurídica propia que gestionase el fútbol base del club, sin depender de los resultados deportivos o los posibles conflictos económicos del primer equipo profesional. El 7 de junio de 1996 quedó constituida la Fundació Esportiva Figueres como entidad sin ánimo de lucro, con el objetivo de promover el deporte infantil y juvenil.
Inicialmente contaba una escuela y varios equipos de fútbol base, además de un equipo sénior amateur que disputaba la liga española. Tras lograr cuatro ascensos en cinco años, en 2003 accedió a Tercera División, donde permaneció tres temporadas consecutivas. 
En 2007, cuando la Unió Esportiva Figueres tuvo que refundarse y empezar de cero, la FE Figueres, por entonces en Primera Catalana, se convirtió en el máximo representante del fútbol en la ciudad. Esta situación provocó la intervención del alcalde de la ciudad, Santi Vila, para mediar una colaboración entre ambas entidades. Como resultado, al término de la temporada 2007/08 los socios acordaron la disolución del equipo amateur de la Fundació, que había descendido a Preferente. Al mismo tiempo, la Fundació cedió a la Unió sus diez equipos de fútbol base (de alevines a juveniles) quedándose únicamente la gestión de su escuela para niños de cinco a diez años (hasta benjamines). En 2010 la Fundació trasladó su actividad a las instalaciones de Vilatenim, más modernas, compartidas con la Unió. Este proceso de unificación social y administrativa de ambas entidades culminó en 2014 cuando José Antonio Revilla, presidente de la Unió, asumió también la presidencia del patronato de la Fundació.

## Temporadas
| Temporada | Liga   | Liga     | Liga | Liga | Liga | Liga | Liga | Liga | Liga | Entrenador                |
| Temporada | Div    | Posición | J    | G    | E    | P    | GF   | GC   | Ptos | Entrenador                |
| --------- | ------ | -------- | ---- | ---- | ---- | ---- | ---- | ---- | ---- | ------------------------- |
| 1996/97   | 3ª Reg | 2º       | 30   | 22   | 4    | 4    | 103  | 27   | 70   | Marcel·lí Coto            |
| 1997/98   | 2ª Reg | 3º       | 34   | 16   | 12   | 6    | 61   | 34   | 60   | Marcel·lí Coto            |
| 1998/99   | 2ª Reg | 2º       | 34   | 22   | 8    | 4    | 114  | 44   | 86   | Marcel·lí Coto            |
| 1999/00   | 1ª Reg | 1º       | 34   | 20   | 10   | 4    | 96   | 42   | 70   | Marcel·lí Coto            |
| 2000/01   | Pref.  | 10º      | 34   | 13   | 8    | 13   | 44   | 51   | 47   | Marcel·lí Coto            |
| 2001/02   | Pref.  | 1º       | 34   | 23   | 7    | 4    | 74   | 27   | 76   | Marcel·lí Coto            |
| 2002/03   | 1ª Cat | 3º       | 38   | 19   | 7    | 12   | 68   | 48   | 64   | Marcel·lí Coto            |
| 2003/04   | 3ª     | 11º      | 38   | 13   | 9    | 16   | 50   | 53   | 48   | Marcel·lí Coto            |
| 2004/05   | 3ª     | 10º      | 38   | 14   | 11   | 13   | 36   | 39   | 53   | Javier Salamero           |
| 2005/06   | 3ª     | 18º      | 38   | 9    | 9    | 20   | 40   | 56   | 36   | Miquel Rivas              |
| 2006/07   | 1ª Cat | 10º      | 38   | 13   | 13   | 12   | 42   | 40   | 52   | Arseni Comas              |
| 2007/08   | 1ª Cat | 20º      | 38   | 6    | 7    | 25   | 36   | 77   | 25   | Quim Mas / Quique Beltrán |

## Estadio e instalaciones
Originalmente los equipos de la entidad jugaban en el Camp del Far (estadio de la UE Figueres entre 1950 y 1986) y en los campos anexos, excepto el equipo amateur, que jugó en el Estadio Municipal de Vilatenim. 
En 2010 la Fundació abandonó el vetusto Camp del Far y trasladó su sede social y toda la actividad de sus equipos a Vilatenim y al contiguo campo de La Casera.

## Junta directiva
La fundación está gobernada por un patronato, en el que figuran, entre otros, representantes de tres instituciones: la Unió Esportiva Figueres, el Ayuntamiento de Figueras —incluyendo al alcalde— y el Consejo comarcal del Alto Ampurdán.

### Presidentes
- Josep Costa Dalmau (1996-2000)[2]
- Antoni Conesa Gibert (2000-2001)[2]
- Josep Costa Dalmau (2001-2004)[2]
- Ramon Miquel Vilanova (2004-2008)[2]
- Jordi Pujol Sanes (2008-2014)[9]
- José Antonio Revilla (2014-actualidad)

## Sección de fútsal
En 2010 se creó la sección de fútbol sala de la Fundació Esportiva Figueres, que militaba en la División de Honor de la Federación Catalana de Fútbol Sala. En 2012 el equipo pasó a jugar como local en la vecina localidad de Vilafan, bajo el nombre Vilafant FS-FE Figueres. La sección se desvinculó de la Fundació en 2013.